# 多体問題 (量子論)
量子論における多体問題（たたいもんだい）は、原子や分子の量子化学、原子核理論、素粒子物理学、物性論、量子計算などの非常に多岐にわたる分野である。
量子力学では、原子核と電子が1つである水素原子のシュレーディンガー方程式は厳密解が得られるが、原子核と電子が2つであるヘリウム原子では厳密な解を求めることは出来ない。そこで近似を取り入れなければならず、どのような近似方法を用いればよいかが問題になる。このように3体以上のいわゆる多体問題ではそれを近似して解くための手法の開発が追求されることになる。
そうして量子物理学が研究対象とするほとんどすべての物理系やその現象は（ごく少数の粒子からなる単純な物理系を除けば）多体問題である。

## 場の量子論と多体問題
場の量子論でも、第二量子化によって数表示することで多体問題を扱うことになる。
ただし量子場を量子多体問題で考えると、場の空間の回転に対する変換性が分かりにくくなる。場を「空間回転に対する変換性」に従ってスカラー場・スピノル場・ベクトル場などに分類すれば、テンソル解析や微分幾何学を使うことができるが、例えば場を調和振動子に分解して表現するとそのような解析はできなくなる。

## 例
- 凝縮系物理学(固体物理学、ナノサイエンス、超電導)
- ボースアインシュタイン凝縮と超流動
- 量子化学(計算化学、分子物理学)
- 原子物理学
- 分子物理学
- 原子核物理学(原子核構造、原子核反応、原子核物質)
- 量子色力学(格子QCD、ハドソンスペクトル、QCD物質、クォークグルーオンプラズマ)

## アプローチ方法
- 平均場理論とその拡張(例えばハートリーフォック法、乱雑位相近似)
- 動的平均場理論
- 多体摂動論とグリーン関数法
- 配置間相互作用
- 連結クラスター法
- 様々なモンテカルロ法
- 密度汎関数法
- 格子ゲージ理論

## 教科書など
(今後リストを拡充する予定)
- 高田康民：「多体問題特論：第一原理からの多電子問題」、朝倉書店、ISBN 978-4-254-13685-2 (2009年11月20日）.
- 倉本義夫：「量子多体物理学」、朝倉書店、ISBN 978-4-254-13777-4 (2010年1月15日).
- 渡辺悠樹：「量子多体系の対称性とトポロジー：統一的な理解を目指して」、サイエンス社（SGC 179）、ISBN 978-4-7819-1552-4 (2022年9月25日).
- 「量子多体系の物理と数理：創発現象の難しさと面白さ」、数理科学2022年12月号、No.714、サイエンス社（2022年12月)。
- 野村悠祐、吉岡信行：「量子多体物理と人工ニューラルネットワーク」、サイエンス社（SGC 191)、ISBN 978-4-7819-1605-7 (2024年6月25日).
- 近藤慎一郎、吉村一良：「多体問題に対する微分形式による数値厳密解」、J. Jpn. Soc. Powder Powder Metallurgy, vol.70, (2023), pp.281-289.